# Dejadnos solos
Dejadnos solos fue un programa español de televisión, emitido por la cadena Telecinco y presentado y narrado por Paz Padilla.

## Formato
Se trataba de un reality show, adaptación española del espacio británico Boys and Girls Alone y el estadounidense Kid Nation.  El programa, al estilo de un Gran Hermano infantil reflejaba la convivencia de 16 niños de entre 10 y 12 años durante 10 días en una casa, sin la ayuda de adultos. Debido a su ausente audiencia, el programa se canceló prematuramente, dando por terminada su andadura el 6 de enero de 2010.

## Participantes
| Concursante | Edad    |
| Xiomara     |         |
| Álex        | 10 Años |
| Marta       | 10 Años |
| Javier      | 10 Años |
| Laura       | 11 Años |
| Joao        | 10 Años |
| Ariadna     | 11 Años |
| Álvaro L.   | 10 Años |
| Cristina    | 11 Años |
| Aarón       | 11 Años |
| Sandra      | 12 Años |
| Carlos      | 11 Años |
| Sara        | 12 Años |
| Eduardo     | 11 Años |
| Ainoa       | 12 Años |
| Álvaro M.   | 12 Años |

## Polémica
Pese a que el programa contó con la autorización de la Fiscalía de Menores de la Comunidad de Madrid, algunas instituciones públicas, como el Departamento de Acción Social y Ciudadanía de la Generalidad de Cataluña solicitaron su retirada.

## Audiencias
| Temporada | Temporada | Episodios | Estreno                 | Final               | Audiencia media | Audiencia media | Audiencia media |
| Temporada | Temporada | Episodios | Estreno                 | Final               | Espectadores    | Cuota           |                 |
| --------- | --------- | --------- | ----------------------- | ------------------- | --------------- | --------------- | --------------- |
|           | 1         | 4         | 23 de diciembre de 2009 | 10 de enero de 2010 | 677 000         | 7,2%            |                 |

### Primera temporada (2009-2010)
| N.º | Fecha de emisión        | Audiencia        |
| --- | ----------------------- | ---------------- |
| 1   | 23 de diciembre de 2009 | 1 597 000 (8,7%) |
| 2   | 2 de enero de 2010      | 301 000 (6,7%)   |
| 3   | 3 de enero de 2010      | 452 000 (7,9%)   |
| 4   | 6 de enero de 2010      | 360 000 (5,5%)   |